# Tartarus Rupes
La Tartarus Rupes è una struttura geologica della superficie di Marte.